# Zoran Predin
Zoran Predin (Maribor, 16. lipnja 1958.) je slovenski rock glazbenik i tekstopisac. 1980-ih je bio vođa folk rock sastava Lačni Franz. Pisao je također glazbu za film, televiziju i kazalište.
Kasnih 1990-ih i početkom 2000-ih, napravio je nekoliko turneja s rock pjevačima Perom Lovšinom i Vladom Kreslinom. Između ostalog, skladali su himnu Slovenske nogometne reprezentacije za Europsko prvenstvo u nogometu 2000. godine.
Predin je bio aktivan i u javnom životu. Kasnih 1990-ih javno je podržavao, političku stranku Liberalna demokracija Slovenije.

## Diskografija
Albumi:
- Svjedoci-Priče (1989.)
- Gate na glavo (1992.)
- 'Napad ljubezni (1994.)
- Mentol bonbon (1996.)
- Ljubimec iz omare (1998.)
- All-purpose lover (1999.)
- Tretji človek (2000.)
- Lovec na sanje (2001.)
- V živo gre zares (2002.)
- Praslovan MP3 (2002.)
- Strup za punce (2003.)
- Na krilih prvega poljuba (2003.)
- Žarnica za boljši jutri (2005.)
- Čas za malo nežnosti (2006.)
- Za šaku ljubavi (2007.)
- Pod srečno zvezdo (2008.)
- Inventura (2008.)

## Vanjske poveznice
- Službena stranica